# Aaron Wallace Jr.
Aaron Jon Wallace Jr. (Los Angeles, 8 luglio 1993) è un giocatore di football americano statunitense che milita nel ruolo di linebacker i Tennessee Titans della National Football League (NFL).

## Carriera professionistica

### Tennessee Titans
Al college, Wallace giocò a football a UCLA. Fu scelto nel corso del settimo giro (222º assoluto) del Draft NFL 2016 dai Tennessee Titans. Debuttò come professionista subentrando nella gara del secondo turno vinta contro i Detroit Lions mettendo a segno due tackle. Nella settimana 14 fece registrare il suo primo sack su Trevor Siemian dei Denver Broncos.